# Carmarthen and Cardigan Railway
Die Carmarthen und Cardigan Bahn war eine britische Eisenbahngesellschaft in Südwales. 
Die Gesellschaft wurde am 7. August 1854 gegründet um eine Bahnstrecke von Carmarthen nach Cardigan zu bauen. Am 3. September 1861 wurde der erste Abschnitt der in der Breitspur von 2,14 Meter errichteten Strecke von Carmarthen nach Conwil eröffnet. Die South Wales Railway wurde mit dem Betrieb beauftragt. Da die Einnahmen nicht einmal die Kosten deckten, wurde bereits zum Jahresende der Betrieb wieder eingestellt. Eine Neueröffnung erfolgte am 12. August 1861. Am 28. März 1864 wurde die Strecke bis Pencader und am 3. Juni 1864 bis Llandysul in Betrieb genommen. Im November 1864 wurde die Gesellschaft unter Konkursverwaltung gestellt. Die Geschäftsführung erhielt 1867 wieder die Verfügungsrechte über die Carmarthen and Cardigan Railway, der Konkursverwalter beendete jedoch erst 1878 seine Tätigkeit. 1872 wurde die Strecke auf Normalspur umgebaut.
Am 22. August 1881 übernahm die Great Western Railway die Gesellschaft. Die GWR verlängerte die Strecke bis Newcastle Emlyn. Eine weitere Verlängerung bis nach Cardigan erfolgte nicht mehr. 
Heute betreiben auf einem Abschnitt der Strecke bei Carmarthen die Gwili Railway und auf einem Abschnitt bei Henllan die Teifi Valley Railway Museumsbahnbetriebe.